# Przysionek śmierci w Poznaniu

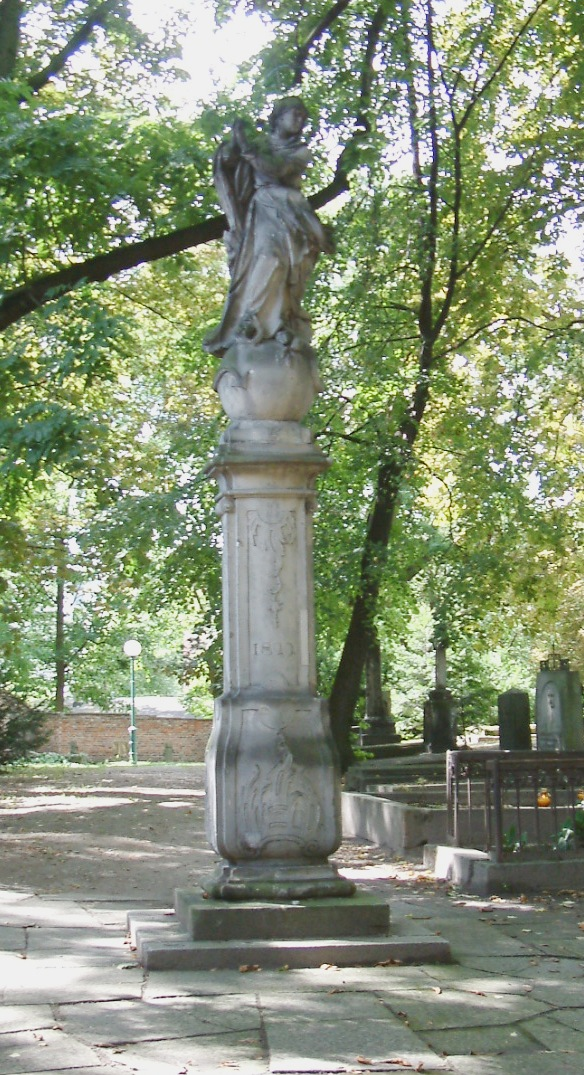
Barokowa kolumna znajdująca się na Cmentarzu Starofarnym, obecnie Cmentarz Zasłużonych Wielkopolan

Przysionek śmierci, także Dom dla pozornie zmarłych – niezachowany budynek wzniesiony w obrębie Cmentarza Starofarnego na Wzgórzu św. Wojciecha w Poznaniu (późniejszy Cmentarz Zasłużonych Wielkopolan), ufundowany przez hrabiego Edwarda Raczyńskiego i otwarty 1 stycznia 1848 przez jego syna Rogera, już po samobójczej śmierci fundatora. Budynek był swoistą kostnicą przeznaczoną dla osób obawiających się pogrzebania żywcem w stanie letargu bądź śmierci klinicznej. Wzniesiono go w okresie szerzenia się wśród mieszkańców Poznania pogłosek o odkryciu na cmentarzu winiarskim, podczas związanych z budową poznańskiej Cytadeli ekshumacji, szczątków osób rzekomo pogrzebanych żywcem. Ze względu na brak zainteresowania fundacją budowla została rozebrana w 1852 roku.

## Pogłoski o odkryciu szczątków
W 1828 podczas budowy Cytadeli na Wzgórzu Winiarskim dojść miało do odkrycia specyficznych pochówków zlokalizowanych na terenie likwidowanego przez władze pruskie cmentarza parafialnego św. Leonarda, w ówcześnie stanowiących podpoznańską wieś Winiarach. Szkielety były odwrócone twarzą ku dołowi, co zinterpretowano jako dowód pogrzebania żywcem i późniejszego przebudzenia ofiar tej pomyłki.
Informacje o odkryciu wywołały psychozę strachu wśród mieszkańców Poznania, dodatkowo podsycaną przez sensacyjne publikacje w ówczesnych czasopismach. Atmosferze zagrożenia uległ również hrabia Edward Raczyński, który chcąc się uchronić przed taką ewentualnością, zawarł wówczas układ ze swoim sekretarzem Gottlobem Conradem. Raczyński postanowił również ufundować zakład chroniący mieszkańców Poznania przed pochówkiem za życia. Pod koniec marca 1843 zwrócił się do C.M. Maya, radcy miejskiego w Eisenach w Turyngii, z prośbą o przesłanie mu dokumentacji podobnej, działającej tam instytucji. Otrzymawszy w ciągu dwóch tygodni dokumenty, Raczyński zlecił Karolowi Libeltowi opracowanie instrukcji dla pracownika planowanego domu, zwanego kopaczem. Przetłumaczoną i zmodyfikowaną przez Libelta instrukcję hrabia przekazał władzom miejskim, zobowiązując się do wzniesienia budynku oraz jego utrzymywania przez 6 lat, po czym fundacja przejść miała na własność miasta.
Wbrew tym zamierzeniom do realizacji projektu wówczas nie doszło, Raczyńskiego absorbowały bowiem inne zobowiązania, m.in. fundacja Złotej Kaplicy, monumentalnego grobowca Mieszka I i Bolesława Chrobrego w poznańskiej archikatedrze, a w późniejszym czasie konflikty związane z jej wyposażeniem wynikłe na forum sejmu prowincjonalnego Wielkiego Księstwa Poznańskiego oraz poczucie niezrozumienia przez społeczeństwo wielkopolskie, które wpłynęły destrukcyjnie na stan jego zdrowia psychicznego. Pogrążony w głębokiej depresji arystokrata popełnił samobójstwo 20 stycznia 1845, odstrzeliwując sobie głowę z niewielkiej armaty na Wyspie Edwarda w Zaniemyślu, gdzie zwykł urządzać inscenizowane bitwy morskie. W sporządzonym krótko przed śmiercią testamencie Raczyński polecił swemu synowi Rogerowi m.in. dokończenie podjętych zobowiązań związanych z Domem dla pozornie zmarłych, co ten uczynił. Budynek oddano do użytku 1 stycznia 1848.

## Opis budynku i jego funkcjonowanie
Dom dla pozornie zmarłych umiejscowiono na terenie Cmentarza Starofarnego należącego do parafii św. Marii Magdaleny. W budynku znajdowały się dwie sale, osobno dla kobiet i mężczyzn oraz mieszkanie dla dozorcy. W salach tych ustawiono szereg katafalków położonych na trzystopniowej podstawie. Na nich umieszczono wyłożone pościelą kosze przeznaczone do składania ciał. Dozorca domu zobowiązany był na palcach rąk i nóg pozornie zmarłych umieszczać pewien rodzaj naparstków połączonych sznurkiem z dzwonkami. W momencie usłyszenia dźwięku dzwonka wywołanego, jak zakładano, poruszeniem spoczywającej osoby, dozorca miał wzywać mieszkającego w pobliżu lekarza, który poddawał zmarłego reanimacji – tak ją wówczas rozumiano – wlewał na język odrobinę nafty, podsuwał pod nos pachnący spirytus i smarował naftą okolice serca.
Ze względu na rozładowanie nastrojów paniki wśród mieszkańców Poznania, budynek był niewykorzystany. Ostatecznie w 1852 roku rozebrano go, zaś pieniądze ze sprzedaży budulca przeznaczono na pomoc dla ubogich.